# Tony Iommi
Pour les articles homonymes, voir Iommi.
Frank Anthony Iommi, dit Tony, est un guitariste britannique né le 19 février 1948 à Birmingham en Angleterre, célèbre pour être l'un des membres fondateurs du groupe de heavy metal Black Sabbath, dont il est le seul membre permanent. Iommi est reconnu comme l'un des guitaristes les plus influents du heavy metal. En 2012, Gibson le met en tête de son classement des dix plus grands guitaristes de metal de tous les temps.

## Biographie
Tony Iommi est l'unique enfant de Anthony Frank Iommi et Sylvia Maria Valenti. La famille de sa mère détenait un vignoble en Italie. D'abord intéressé par la batterie, il tombe sous le charme de la guitare après avoir entendu Hank Marvin des Shadows. Adolescent, il joue avec plusieurs groupes blues/rock, dont les Rockin' Chevrolets de 1964 à 1965, puis de 1966 à 1967, alors qu'il joue avec The Rest, il fait la rencontre de leur batteur Bill Ward qui est également chanteur. En janvier 1968, il se joint au groupe Mythology tandis que Ward décide de les rejoindre à son tour un mois plus tard, courant février. Ils se séparent après un concert à Silloth, le 13 juillet 1968. Mais en août 1968, alors qu'un autre groupe, Rare Breed, se sépare, leur chanteur Ozzy Osbourne se joint à Iommi et Ward et fondent le Polka Tulk Blues Band, avec le bassiste Geezer Butler, lui aussi ex-Rare Breed, ainsi que le guitariste Jimmy Phillips et le saxophoniste Alan « Aker » Clarke. Après seulement deux concerts, dont le dernier au Banklands Youth Club à Workington, Phillips et Clarke sont remerciés et le groupe raccourcit son nom pour devenir simplement Polka Tulk. En septembre 1968, le groupe change à nouveau de nom et devient Earth. Tony Iommi fait un passage de quelques mois au sein de Jethro Tull fin 1968 / début 1969 entre les premier et second albums du groupe. Le film des Rolling Stones, The Rock and Roll Circus, où Jethro Tull joue en playback, témoigne de ce passage presque inaperçu avant l'arrivée de Martin Barre qui restera leur guitariste de 1968 à 2012. Sur ce, Iommi retourne donc au groupe Earth qui deviendra alors Black Sabbath.
Le 20 avril 1992, Iommi participe au concert hommage à Freddie Mercury décédé le 24 novembre 1991, The Freddie Mercury Tribute qui réunit une pléiade d'artistes et musiciens sur scène. Y participent aussi Robert Plant de Led Zeppelin, le groupe Extreme, Roger Daltrey des Who, James Hetfield de Metallica, David Bowie et son guitariste du temps des Spiders from Mars Mick Ronson, Ian Hunter de Mott the Hoople, Slash et Axl Rose de Guns & Roses ainsi que Elton John. Tony Iommi a joué sur les chansons suivantes : Heaven and Hell (intro), Pinball Wizard (intro) et I Want It All avec Queen et Roger Daltrey, Hammer to fall avec Gary Cherone et Queen, Stone Cold Crazy avec James Hetfield et Queen et finalement The Show must go on et We will Rock You avec Elton John et Queen. Ce concert est sorti d'abord en VHS puis en DVD et Blu-Ray. Tony Iommi est élu 25e meilleur guitariste de tous les temps par le magazine américain Rolling Stone dans le classement des 100 Meilleurs guitaristes de tous les temps (en 2011). Témoignage de son immense influence dans le giron du Metal, il a été nommé plus grand guitariste de Heavy Metal de tous les temps en septembre 2012 par Gibson dans leur classement des dix plus grands guitaristes Metal de l'histoire.
En marge de sa carrière avec Black Sabbath, il a également publié trois albums solos, en collaborant notamment avec Glenn Hughes ex-Trapeze et Deep Purple. Il a collaboré avec Dave Grohl (ex-batteur de Nirvana) sur le titre Goodbye Lament tiré de la bande originale de Blair witch 2 en 2002. En 2006, il participe avec le bassiste Geezer Butler, le batteur Vinny Appice et le chanteur Ronnie James Dio à la reformation de la plus célèbre formation de Black Sabbath, en dehors de la formation « classique », avec Ozzy Osbourne, sous le nom Heaven and Hell, en référence à la chanson la plus célèbre du groupe et pour limiter le répertoire de la tournée aux chansons ayant vu le jour à l'époque Dio, soit les trois albums : Heaven and Hell, Mob Rules et Dehumanizer. L'expérience est tellement gratifiante que le groupe poursuit son activité et enregistre même en avril 2009 un nouvel album, The Devil You Know, salué par la critique et jouissant d'un certain succès commercial. Heaven And Hell sera dissous en 2010 à la suite du décès de Ronnie James Dio la même année. En octobre 2010, Iommi compose et enregistre le single Out Of My Mind avec Ian Gillan, Jon Lord et Nicko McBrain, un disque dont les bénéfices seront consacrés à la reconstruction d'une école de musique en Arménie. Le même mois, il déclare qu'il est en train de composer de nouveaux titres avec Geezer Butler et qu'ils prévoient de poursuivre leur activité ensemble, sans préciser si l'objectif est, à terme, de relancer Black Sabbath ou s'il s'agit d'autre chose.
Le 11 novembre 2011 (11/11/11), après des mois de rumeurs c'est l'événement : lors d'une conférence de presse au Whisky a Go Go à Los Angeles, Ozzy Osbourne, Tony Iommi, Geezer Butler et Bill Ward réunis annoncent officiellement la reformation du groupe Black Sabbath. Sont évoqués au cours de cette annonce un nouvel album à paraître (le premier avec Ozzy depuis 1978) produit par Rick Rubin ainsi qu'une tournée mondiale pour 2012. Néanmoins, début 2012, un cancer lymphatique est diagnostiqué chez Tony Iommi. Consécutivement à cette annonce, la tournée mondiale de reformation de Black Sabbath prévue pour 2012 est annulée (mis à part un concert dans le cadre du Download Festival le 10 juin 2012 et un autre à l'occasion du festival Lollapalooza le 3 août à Chicago, dernier live du groupe en date), les dates ayant plutôt été assurées par Ozzy Osbourne accompagné d'invités spéciaux. Dans un message posté par Iommi lui-même sur son site officiel le 27 mars 2012, il évoque sa convalescence, annonce avoir mené à terme ses traitements et continuer à travailler avec Ozzy et Geezer Butler sur un nouvel album de Black Sabbath à paraître en 2013. Produit par Rick Rubin, l'album s'intitule justement 13 et sonne comme du bon vieux Black Sabbath, cela grâce à une idée du producteur qui conseille aux musiciens d'oublier tout ce qu'ils ont réalisé avant et de jouer comme si c'était leur premier album en carrière. Mais si Tony Iommi, Geezer Butler et Ozzy Osbourne sont bien présents, ce n'est pas le cas de Bill Ward avec lequel ils n'ont pas réussi à s'entendre sur des questions contractuelles, c'est donc le batteur américain Brad Wilk (Rage against the machine) qui le remplace. Et pour la tournée qui a suivi la parution de l'album, c'est Tommy Clufetos qui a pris la relève, ce dernier a joué auparavant avec Rob Zombie et Ozzy Osbourne.
Depuis 1999 Tony Iommi est marié à Maria Sjöholm, chanteuse du groupe suédois Drain. Tony Iommi entretient une relation d'amitié ancienne avec le guitariste de Queen, Brian May, le désignant comme « son meilleur ami ».

## Particularités techniques
Tony Iommi présente un parcours unique : il manque de passer à côté de sa carrière de guitariste à 17 ans. Alors qu'il travaillait à l'usine en tant qu'ouvrier métallurgiste, il s'est fait sectionner l'extrémité de deux de ses doigts (le majeur et l'annulaire) de la main droite par une presse hydraulique. Les médecins considèrent alors qu'il ne saura plus se servir de ces doigts pour jouer. Étant gaucher, c'est sa main droite qui fait les accords, alors que la gauche sert à gratter les cordes de la guitare. Alors qu'il pensait être passé à côté de sa carrière de guitariste, le directeur de l'usine lui parle de Django Reinhardt, un guitariste qui, lui aussi, avait perdu l'usage de deux doigts. Cela redonne de l'espoir à Tony, qui va tenter de reprendre la guitare. Il commencera par essayer de jouer uniquement avec deux doigts mais il abandonnera rapidement cette technique pour recommencer à jouer avec tous ses doigts. Néanmoins, l'exercice s'avère douloureux. Une nuit, il fait fondre le plastique d'une bouteille de liquide vaisselle et façonne une boule pour former un embout en forme de dé à coudre. Grâce à ces prothèses maison, il va développer un style de jeu et un son uniques,. Depuis, il utilise des prothèses en silicone qui lui donnent plus de souplesse et de feeling. De plus, il va équiper ses guitares de cordes de banjo, beaucoup plus fine, et jouer un ton et demi plus bas de manière à continuer à jouer avec les dés en plastique qu'il place sur ses doigts, ce qui donnera au son de Black Sabbath une couleur particulière qui influencera de nombreux groupes de heavy metal.

## Influence sur l'univers metal

Tony Iommi au Forum.

Tony Iommi est régulièrement cité comme étant à la source même de la musique métal. De nombreuses personnalités du milieu lui rendent très régulièrement hommage à travers leurs propos dans le cadre d'interviews, preuve de l'immense influence du guitariste sur des générations de musiciens.

« Mr Iommi, alias le Riffmaster… c'est entièrement grâce à lui si je suis là où j'en suis maintenant ! »

— James Hetfield - Iron Man, My Journey Throught Heaven & Hell with Black Sabbath, 2011.

« Il n'y a personne d'autre sur cette planète qui ait composé autant de supers riffs de guitare qui passeront l'épreuve du temps que Mr Tony Iommi. »

— Ozzy Osbourne - Interview extraite de l'intronisation du groupe au Rock and Roll Hall of Fame en 2006.

« Sans Tony, le Heavy Metal n'existerait pas. Il est le créateur du Heavy Metal. Tony est une légende, il est parti du rock and roll et l'a fait évoluer vers le Heavy Metal. »

— Eddie Van Halen - Iron Man, My Journey Throught Heaven & Hell with Black Sabbath, 2011.

« L'homme qui a créé les riffs qui inspireront une légion de guitaristes. »

— Gene Simmons - Interview extraite du programme tv Gene Simmon's RockSchool, 2005.

« Tony est le véritable père du Heavy Metal, un constant créateur de riffs de génie et un être humain formidable. »

— Brian May - Iron Man, My Journey Throught Heaven & Hell with Black Sabbath, 2011.

## Matériel

### Guitares
Tony Iommi utilise une guitare électrique Gibson SG. Il est souvent considéré, avec Angus Young, comme le guitariste le plus emblématique de ce modèle. Gibson a réalisé un modèle « signature » il y a quelques années en récompense pour sa fidélité à la marque. Il utilise aussi une guitare Jaydee, fabriquée sur mesure par un luthier anglais (de forme identique à une SG). Il utilise en outre une pédale de marque Wha Tycobrahe Parachute.

### Amplificateurs
Iommi utilise des amplificateurs Laney Gh100TI (son modèle signature), et il lui arrive de jouer aussi avec une Epiphone signature (un peu comme la SG de Gibson).

### Effets
- Tycobrahe Octavia[11].
- Tycobrahe Wah Pedal[12],[13].
- Korg Rackmount Delay Model SDD1000.
- Boss Chorus pedal.
- Korg DL8000R multi-tap delay.
- Peavey Addverb III.
- Boss Octave Divider.
- Drawmer LX22 Compressor.
- Dallas Rangemaster Treble Booster.

## Discographie

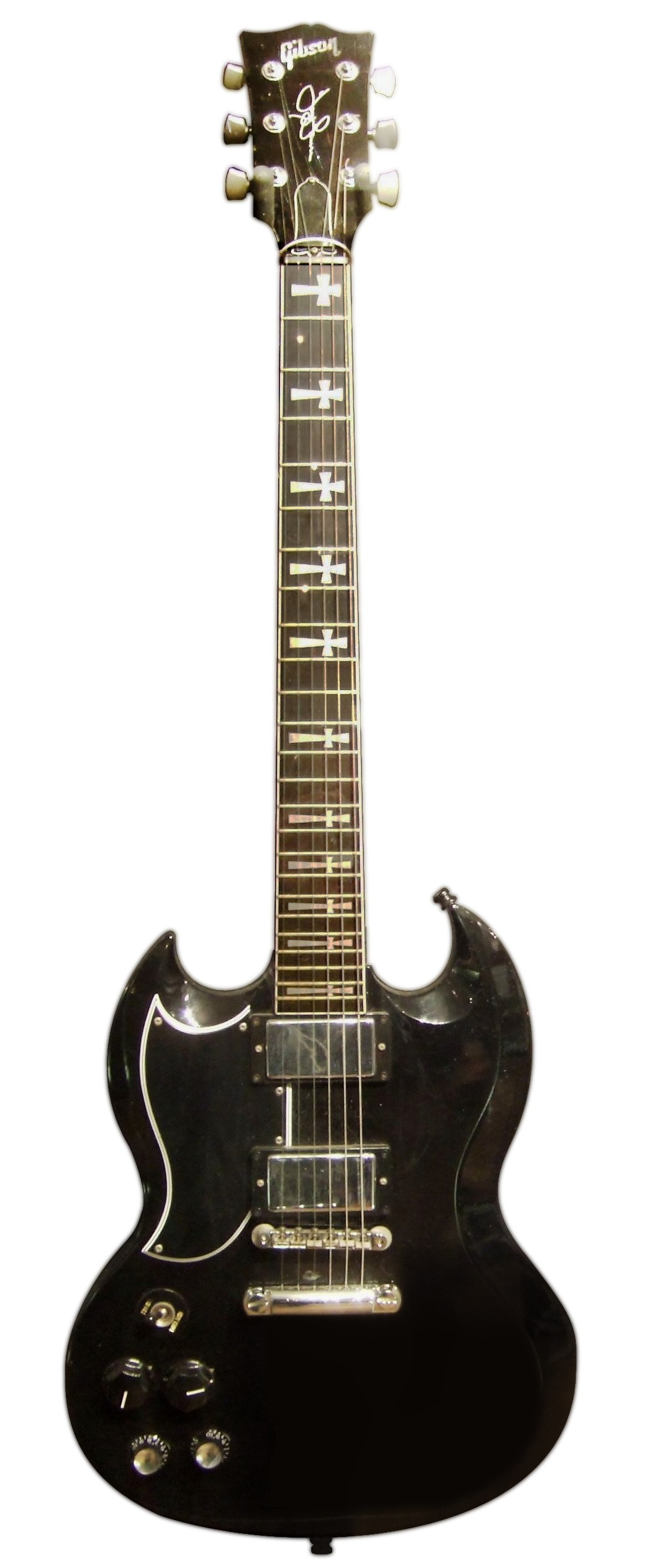
La guitare SG noire de Tony Iommi (exposition à Londres).

### Mythology
- 1968 : Queens Hotel, Silloth U.K. 13.07.1968. Album du groupe Mythology dont firent partie Tony Iommi et Bill Ward avant de former Earth, qui devint finalement Black Sabbath. Mythology était formé de Tony Iommi à la guitare, Chris Smith au chant, Neil Marshall à la basse et Bill Ward à la batterie. L'album contient neuf chansons.

### Earth
- 2011 : Coming Of The Heavy Lords de Earth / Flying Hat Band. Cet album contient trois chansons du groupe Earth et une de Black Sabbath ainsi que quatre du groupe Flying Hat Band. Label : Acid Nightmare Records ANM003.
- 2014 : The Rebel. Cet album contient cinq chansons de Earth, une de Black Sabbath, une de Magic Lanterns avec Ozzy Osbourne au chant, intitulée I Don't Wanna Go To Sleep Again et enregistrée en 1968, et finalement une de Chris Sedgwick qui reprend le classique Don't Let Me Be Misunderstood avec Ozzy aux chœurs, enregistrée en 1975.

### Jethro Tull
- En Septembre 1968, Tony a quitté Earth pour se Joindre à Jethro Tull en remplacement de leur guitariste Mick Abrahams. Il joua avec le groupe pour une durée de deux mois, soit de septembre à novembre 1968, avant qu'il ne rejoigne à nouveau Earth.
- The Rock and Roll Circus de Michael Lindsay-Hogg avec les Rolling Stones. Artistes variés : Tony apparaît avec Jethro Tull le 11 décembre 1968 pour la pièce A Song For Jeffrey qui fut jouée en playback. Sorti en CD et VHS en 1996 puis en DVD en 2004.

### Black Sabbath

#### Albums Studio
- 1970 : Black Sabbath
- 1970 : Paranoid
- 1971 : Master of Reality
- 1972 : Vol. 4
- 1973 : Sabbath Bloody Sabbath
- 1975 : Sabotage
- 1976 : Technical Ecstasy
- 1978 : Never Say Die!
- 1980 : Heaven and Hell
- 1981 : Mob Rules
- 1983 : Born Again
- 1986 : Seventh Star
- 1987 : The Eternal Idol
- 1989 : Headless Cross
- 1990 : Tyr
- 1992 : Dehumanizer
- 1994 : Cross Purposes
- 1995 : Forbidden
- 2013 : 13
- 2013 : 13 : Édition Deluxe 2 CD incluant un deuxième disque avec trois chansons inédites, Methademic, Peace Of Mind et Pariah. Disponible via le site officiel du groupe.

#### Albums Live
- 1980 : Live At Last (Album publié par leur ancien gérant sans le consentement du groupe)
- 1982 : Live Evil
- 1995 : Cross Purposes Live
- 1998 : Reunion
- 2002 : Past Lives (en) (album de Black Sabbath)
- 2007 : Live At Hammersmith Odeon
- 2013 : Live...Gathered In Their Masses
- 2016 : The End

#### Compilations
- 1976 : We Sold Our Soul For Rock'n'Roll
- 1995 : Between heaven and hell
- 1996 : The Sabbath Stones
- 2001 : Symptom Of The Universe : The Original Black Sabbath 1970-1978
- 2004 : Black Box (Anthologie 8 CD + 1 DVD)
- 2006 : Greatest Hits : 1970-1978
- 2007 : The Dio Years
- 2008 : The Rules of Hell (Coffret 5 CD) Anthologie des albums avec Dio, soit Heaven & Hell, Mob Rules, Live Evil Disc 1, Live Evil Disc 2 et Dehumanizer.
- 2009 : Greatest Hits
- 2012 : Iron Man The Best Of Black Sabbath
- 2012 : The Vinyl Collection 1970-1978 : disponible en Vinyle uniquement. Coffret de 8 albums vinyle.
- 2014 : Complete Studio Albums 1970-1978 : Boîtier 8 CD
- 2017 : The Ten Year War - Coffret 8 albums vinyle couvrant l'époque Ozzy.

#### Vidéos
- 1991 : The Black Sabbath Story Volume I 1970 - 1978 - VHS
- 1992 : The Black Sabbath Story Volume 2 1978 - 1992 - VHS
- 1992 : Live in Rio 1992 - DVD
- 2002 : Inside Black Sabbath With Tony Iommi - DVD Double
- 2003 : Cross Purposes
- 2013 : Classic Album - Paranoid DVD - DVD Double
- 2013 : Paranoid - Live: Black Sabbath Live 1970-1978 DVD

### Heaven & Hell
- 2007 : The Mob Rules/Neon Knights (Live Single)
- 2007 : Live From Radio City Music Hall Radio Sampler
- 2007 : Live From Radio City Music Hall (live 2 CD)
- 2009 : Bible Black/Neon Knights Live (Single)
- 2009 : The Devil You Know
- 2009 : Neon Nights: Live In Europe (live)
- 2010 : Neon Nights • 30 Years Of Heaven & Hell • Live At Wacken (Live)
- 2011 : Radio City Music Hall - Live 2007 - DVD
- 2012 : Live In Europe - Label : Spitfire Records – 250462

### Jethro Tull
- 1968 : The Rolling Stones Rock and Roll Circus - Joue avec Jethro Tull en playback la chanson A Song for Jeffrey le 11 Décembre 1968.
- 1988 : 20 Years of Jethro Tull - Coffret 3 CD - Joue sur Stormy Monday Blues et Love Story live à la BBC le 5 Novembre 1968.

### Solo
- 1992 : Careful With That Axe - Single.
- 2000 : Iommi
- 2004 : The 1996 DEP Sessions
- 2005 : Fused - Avec Glenn Hugues

### Album Inédit
- 1996 : Eight Star : Unreleased Solo Album Featuring Glenn Hugues de Tony Iommi - Label : Grand Cross GC-001 1996 - Sessions de Tony avec Glenn Hugues qui ont mené à l'album final The 1996 Dep Sessions. Contient 9 pièces et est sorti sous forme de bootleg. La chanson No Stranger To Love (Remix 1986) est sortie sur l'édition 2 CD de l'album Seventh Star.

### Who Cares
- 2011 : Out Of My Mind/Holy Water - Who Cares - Single
- 2012 : Ian Gillan & Tony Iommi: WhoCares - Avec Ian Gillan, Jason Newsted, Jon Lord, Mikko Lindström et Nicko McBrain.

### Gillan's Inn
- 2006 : Gillan's Inn : Tony en compagnie de Ian Gillan, Roger Glover et Ian Paice.

### Participations
- 1975 : Funkist de Bobby Harrison : Avec Ian Paice, Micky Moody, Matthew Fisher, Herbie Flowers, etc.
- 1981 : Heavy Metal : Bande Originale pour le film homonyme sur laquelle figure une chanson de Blak Sabbath, Mob Rules.
- 1989 : Rock Aid Armenia : Single : Effort humanitaire de l'industrie musicale britannique afin de venir en aide aux arméniens victimes du tremblement de terre de 1988. Tony Iommi joue sur la pièce Smoke on the water en compagnie d'une belle brochette de musiciens, soit au chant Bryan Adams, Ian Gillan, Bruce Dickinson, Paul Rodgers, aux claviers Geoff Downes, Keith Emerson, à la guitare Brian May, David Gilmour, Ritchie Blackmore, Alex Lifeson, à la basse Chris Squire et à la batterie Roger Taylor.
- 1990 : Guitar Speak II : Artistes Variés : Tony Iommi guitare et basse sur Mirahna. Tony a aussi produit l'album. Également présents sur cet album, Frank Marino anciennement de Mahogany Rush, Hank Marvin et Jan Akkerman, etc.
- 1991 : The Stonk de Hale & Pace : Tony joue sur cet album de Gareth Hale et Norman Pace, en compagnie de Brian May, David Gilmour, Neil Murray, Cozy Powell, Roger Taylor, Rowan Atkinson à la batterie (!), Suzie O'List aux chœurs ainsi que de nombreux autres musiciens.
- 1992 : Wayne's World Soundtrack : Artistes Variés : Black Sabbath prête sa pièce Time Machine.
- 1992 : The Freddie Mercury Tribute Concert : Heaven and Hell (intro), Pinball Wizard (intro), I Want It All Roger Daltrey ; Hammer To Fall Gary Cherone ; Stone Cold Crazy James Hetfield : The Show Must Go On Elton John.
- 1993 : Death and Progress de Diamond Head : Tony joue le solo de guitare sur la chanson Starcrossed (Lovers of the Night).
- 1993 : Live & Loud de Ozzy Osbourne : Les 4 musiciens originaux de Black Sabbath jouent sur la pièce homonyme.
- 1995 : The Carnival Bizarre de Cathedral : Tony à la guitare sur Utopian Blaster.
- 1996 : Twang! – A Tribute to Hank Marvin & The Shadows Artistes Variés : Tony sur Apache et Wonderful Land.
- 1997 : The Ozzman Cometh - Ozzy Osbourne : Compilation incluant 4 pièces inédites de Black Sabbath, issues des "John Peel Sessions" du 26 avril 1970, Black Sabbath, War pigs, Fairies Wear Boots et Behind the Wall of Sleep.
- 1999 : Orexis of Death de Necromandus : Tony joue sur la pièce-titre de cet album enregistré en 1973 mais publié en 1999.
- 2000 : Blair Witch 2 Original Score - Bande sonore du film - Tony joue sur la pièce Goodbye Lament avec Dave Grohl, composée par Tony Iommi.
- 2000 : Loud Rock Artistes Variés - Tony avec Ozzy Osbourne et Wu-Tang Clan sur la pièce For Heaven's Sake 2000.
- 2002 : Party at the Palace The Queens's Concerts, Buckingham Palace Artistes Variés : Tony accompagne Ozzy Osbourne et joue sur Paranoid avec Pino Palladino à la basse et Phil Collins à la batterie, pour ce concert en l'honneur de la Reine Elisabeth.
- 2008 : We Wish You a Metal Xmas Artistes Variés : Tony joue sur God Rest Ye Merry Gentlemen.
- 2008 : Legacy de Girlschool: Tony sur la pièce I Spy en compagnie de Ronnie James Dio.
- 2019 : The Door to Doom de Candlemass - Solo sur la chanson Astorolus - The Great Octopus
- 2022 : Patient Number 9 de Ozzy Osbourne - Joue sur 2 chansons, No Escape from Now et Degradation Rules.

### Production
- 1977 : Quartz de Quartz : Tony produit cet album du groupe Quartz, dont le claviériste Geoff Nichols, jouera avec Black Sabbath de 1979 à 2001.
- 1990 : Guitar Speak II
- 1999 : Orexis of Death de Necromandus